# Satzobjektiv
Satzobjektiv (altertümlich auch als Objektivbaukasten bezeichnet) bezeichnet ein Objektiv von Fotokameras, bei dem im Gegensatz zum Wechselobjektiv zur Brennweitenanpassung (nur) der vordere Teil ausgewechselt werden kann. Geschichtlich auch ein Satz von Vorder- und Hinterobjektiven, aus denen das zu nutzende Objektiv vom Photographen selbst baukastenartig zusammengesetzt wird. Satzobjektive besitzen speziell aufeinander abgestimmte optische Komponenten und müssen von heutigen front- oder rückseitig zu montierenden Fisheye-, Weitwinkel- und Telekonvertern sowie Telekompressoren unterschieden werden, die ein auch eigenständiges nutzbares Grundobjektiv voraussetzen. 

## Technik

### Konstruktion
Kameras mit Satzobjektiv stellen einen Kompromiss dar zwischen solchen mit fest eingebauten und mit abnehmbaren Objektiv. Bei ihnen sind die Hinterglieder des Objektivs mitsamt der Blende fest eingebaut. Die vorderen Linsen lassen sich mit einem Schraubgewinde oder Bajonett abnehmen. Gewöhnlich gibt es für eine solche Kamera Vorderteile für ein  Weitwinkel-, ein Normal- und ein Teleobjektiv.

### Vorteile
Der Vorteil liegt in den geringeren Kosten. Die Vorsätze lassen sich billiger als ein komplettes Objektiv fertigen, da sie aus weniger Linsen bestehen und sie keinen Blendenmechanismus enthalten. Zudem lässt sich eine automatische Blendensteuerung leichter realisieren, da deren Verbindung zur Kamera beim Objektivwechsel nicht getrennt werden muss.

### Nachteile
Nachteilig ist der eingeschränkte Brennweitenbereich: An extreme Blickwinkel, also starke Weitwinkel- oder Teleobjektive müssten auch die hinteren Linsen angepasst, also mit ausgewechselt werden. Außerdem lassen sich keine besonders lichtstarke Vorsätze konstruieren, da hierfür ebenfalls sämtliche Linsen an die Brennweite angepasst werden müssen. Und der Auszug lässt sich für Nahaufnahmen nicht mit Zwischenringen oder einem Balgengerät erweitern.

## Verbreitung
(unvollständig)

### Kodak
Der am häufigsten gebaute und daher bekannteste Vertreter war Kodak mit den Modellen Kodak Retina IIc, IIC, IIIc, IIIC, sowie die Kodak Retina Reflex, die außer dem 50 mm durch die Satzobjektive von Schneider-Kreuznach und Rodenstock dann 35 mm bzw. 80 mm erreichte.

### Canon
Bekannt, aber wenig verbreitet war die Canon EX. Sie besaß bereits eine vollautomatische Belichtungssteuerung, als dies bei den Canon Spiegelreflexkameras mit abnehmbarem Objektiv mangels Übertragungselementen noch nicht möglich war. 

## Geschichtlich
Für Platten- und Großformatkameras waren und sind Objektive separat erhältlich. Zum einen können verschiedene Kameramodelle mit unterschiedlichen Verschlüssen und Optiken beim Hersteller bestellt werden, zum zweiten können Objektive später in einer geeigneten Werkstatt oder vom Fotografen selbst getauscht werden. Durch die Montage auf einem Objektivbrett entstand ein Vorläufer der heutigen Wechselobjektive, der relativ schnell getauscht werden konnte. 
Von den Objektivherstellern wurden eine Vielzahl von Objektiven hergestellt, analog dem heutigen Angebot, mit unterschiedlichen Brennweiten und unterschiedlich guter Fehlerkorrektur. Hinzu kamen die erwähnten Satzobjektive und Satzobjektivkästen, aus denen der Fotograf bei Bedarf aus einer Anzahl von gefassten Linsengruppen wählte und das gewünschte Objektiv zusammenschrauben und montieren konnte. Die hintere bzw. vordere Grundlinse konnte häufig auch autark, mit entsprechend unterschiedlicher Korrektur und Brennweite, verwendet werden. Die anfangs extremen Belichtungszeiten erlaubten einen manuellen Verschluss per Abdeckung, später kamen erste mechanische Verschlüsse und integrierte Irisblenden hinzu, das Fokussieren erfolgte mit dem Auszug.

## In der Gegenwart
Seit den 1980er Jahren sind fest eingebaute Zoomobjektive zunehmend verbreitet. Diese decken den gleichen Brennweitenbereich ab, wie es Satzobjektive könnten, so dass letztere keine Bedeutung mehr haben. Wechselobjektive im Spiegelreflexbereich decken eine größere Breite an Brennweiten und Lichtstärken ab, als dies mit Satzobjektiven, Hinterlinsen- oder Zentralverschlüssen möglich wäre. Lediglich bei speziellen Vorsatzlinsen (Makrobereich, Cine) oder im Apparatebau, insbesondere bei den Mikroskopen, finden sich noch ähnliche Konstruktionen.